# Zečevo Rogozničko
Zečevo Rogozničko, nebo též pouze Zečevo, je vesnice, přímořské letovisko a turisty často vyhledávaná lokalita v Chorvatsku v Šibenicko-kninské župě, spadající pod opčinu Rogoznica. Nachází se asi 2 km severozápadně od Rogoznice. V roce 2011 zde trvale žilo 195 obyvatel.
Počet obyvatel vesnice je až na pokles v roce 1991, kdy zde bylo pouze 95 obyvatel, poměrně stabilní. Sousedními sídly jsou Primošten, Rogoznica a Šarićevi.